# Macrolobium bifolium
Macrolobium bifolium là một loài thực vật có hoa trong họ Đậu. Loài này được (Aubl.) Pers. miêu tả khoa học đầu tiên.